# سيمي جاروال
سيمي جاروال (بالإنجليزية: Simi Garewal)‏ هي فنانة هندية، ممثلة، ومخرجة، ومنتجة، ومقدمة برامج شهيرة في الهند، عرفت من خلال برنامجها الشهير (Simi Selects India's Most Desirable) حيث تستضيف النجوم وتكشف أسرارهم.

## نشأتها
ولدت في مدينة دلهي في الهند يوم 17 أكتوبر 1947م، والدها العميد ج.س.جاريوال خدم في الجيش الهندي، وهي ابنة عم باميلا تشوبرا (زوجة المخرج السينمائي ياش تشوبرا)، نشأت سيمي في إنجلترا ودرست مدرسة نيولاند هاوس [الإنجليزية] مع أختها أمريتا.

## حياتها الشخصية
ارتبطت لأول مرة في سن 17 من عمرها، ثم ارتبطت مع مهراجا جامناغار الذي كان معها في إنجلترا، كما دخلت في علاقة مع لاعب الكريكيت والكابتن السابق لمنتخب الكريكيت الهندي منصور علي خان باتودي لكنه انفصل عنها في وقت لاحق.

## أعمالها
بعد عودتها من إنجلترا؛ ظهرت جاروال البالغة من العمر 15 عاماً، لأول مرة إلى جانب فيروز خان في هذا الفيلم عام 1962م، اشتهرت بأدوارها في الأفلام الهندية مثل Do Badan و Saathi و Mera Naam Joker و Siddhartha و Karz و Udeekaan (فيلم بنجابي). مثلت في الفيلم البنغالي (أرانيير دين راتري) للمخرج ساتياجيت راي، وهي معروفة أيضًا ببرنامجها الحواري الشهير Rendezvous with Simi Garewal.
عملت جاروال مع مخرجين بارزين مثل: ابن الهند محبوب خان، وراج كابور في ميرا نام جوكر (1970) ، وساتياجيت راي في أرانيير دين راتري (أيام وليالي في الغابة) ومرينال سين في Padatik (مقاتل العصابات) وراج خوسلا في دو بادان.
لعبت دور البطولة أمام شاشي كابور في فيلم Siddhartha من كولومبيا بيكتشرز، وهو فيلم باللغة الإنجليزية من رواية هيرمان هيسه، وقامت جاروال بعمل مشهد عاري في هذا الفيلم، الأمر الذي تسبب بجدل كبير في الهند وقتها، ولم يتم عرضه إلا بعد الالتزام بالتخفيضات التي أمرت بها هيئة الرقابة الهندية.
كان الدور البارز الآخر الذي لعبته هو دور الرقعة في Karz (1980). لعبت دور البطولة في الدراما الوثائقية في بي بي سي مهراجا (1987) ، بناءً على كتاب تشارلز ألين.

## وصلات خارجية
- سيمي جاروال على موقع IMDb (الإنجليزية)
- سيمي جاروال على موقع أول موفي (الإنجليزية)
- سيمي جاروال على موقع قاعدة بيانات الفيلم (الإنجليزية)
- سيمي جاروال على موقع كينوبويسك (الروسية)